# The Pack A.D.
The Pack A.D. is een Canadese blues/rockband uit Vancouver, Canada. De band bestaat uit Becky Black op gitaar en zang, en Maya Miller op drums. Sinds hun oprichting in 2006 hebben ze drie albums uitgebracht op het Mint Records label. In het voorjaar, alsmede het najaar van 2010 zijn ze de support act van NoMeansNo op hun Europese tour.
In 2020 brengt The Pack A.D. hun laatste album uit, It was fun while it lasted. Maya Miller geeft aan dat het hun laatste album zal zijn, na 14 jaar stopt het duo. Twee weken later zegt de band in een mailing dat ze niet stoppen, maar dat dit album voorlopig de laatste is (This album is not the end...it is just the last one, for the forseeable future). 

## Discografie
- Tintype (4 maart 2008)
- Funeral Mixtape (15 september 2008)
- We kill computers (27 april 2010)
- Unpersons (september 2011)[2]
- Do Not Engage [3]
- Positive Thinking (12 augustus 2016)[4]
- Dollhouse (november 2017)[5]
- It was fun while it lasted[1]